# Coronidia hyphasis
Coronidia hyphasis är en fjärilsart som beskrevs av Carl Heinrich Hopffer 1856. Coronidia hyphasis ingår i släktet Coronidia och familjen Sematuridae. Inga underarter finns listade i Catalogue of Life.

## Bildgalleri

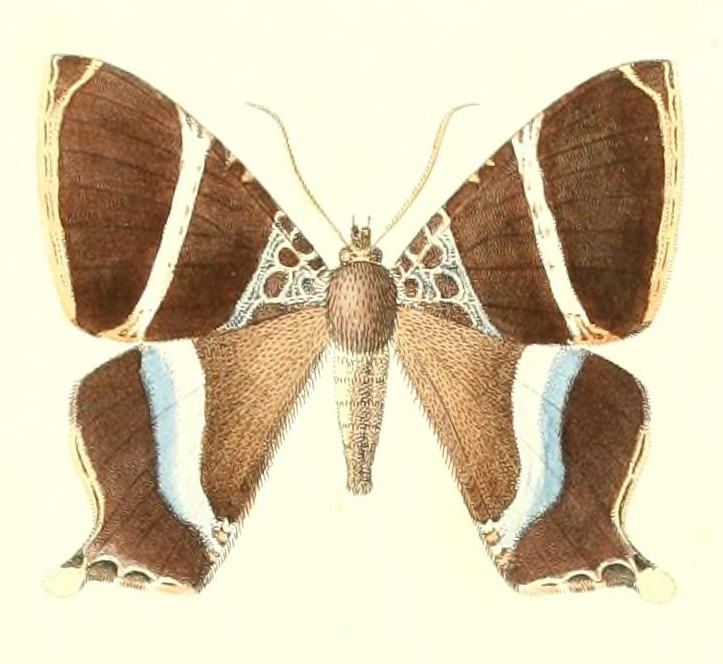